# Episodi di Golia (quarta stagione)
La quarta e ultima stagione della serie televisiva Golia è stata interamente pubblicata sulla piattaforma Prime Video il 24 settembre 2021.
| nº | Titolo originale                 | Titolo italiano                   | Prima TV USA      | Prima TV Italia |
| -- | -------------------------------- | --------------------------------- | ----------------- | --------------- |
| 1  | Hadleyville                      | Hadleyville                       | 24 settembre 2021 |                 |
| 2  | The Pain Killer                  | L'antidolorifico                  | 24 settembre 2021 |                 |
| 3  | Signed, William Hamilton McBride | Firmato, William Hamilton McBride | 24 settembre 2021 |                 |
| 4  | Forcibly Removed                 | Portato via con la forza          | 24 settembre 2021 |                 |
| 5  | Spilt Milk                       | Il danno è fatto                  | 24 settembre 2021 |                 |
| 6  | Rundleworks                      | Rundleworks                       | 24 settembre 2021 |                 |
| 7  | Lawyer Trickery Bullshit         | Giochetti da avvocato             | 24 settembre 2021 |                 |
| 8  | It's Time                        | È l'ora                           | 24 settembre 2021 |                 |

## Hadleyville
- Titolo originale: Hadleyville
- Diretto da: Billy Bob Thornton
- Scritto da: Jennifer Ames, Steve Turner & Marisa Wegrzyn

### Trama
Riverso a terra dopo essere stato colpito da Diana, Billy sogna di trovarsi in una città del Far West chiamata Hadleyville. Qui gli viene chiesto con insistenza di indossare la stella dello sceriffo, anche se Billy non si sente più in grado di assolvere questo compito. Nel sogno appaiono suo padre e Denise, entrambi vorrebbero che Billy tornasse alla vita ad affrontare nuovi avversari. Sopravvissuto alla sparatoria, Billy si è trasferito nel quartiere cinese di San Francisco, sperando di stare alla larga dai guai. Il suo tranquillo isolamento è però rotto da Patty che, appena assunta presso il prestigioso studio Margolis & True, lo vuole al suo fianco in un'importante causa contro l'industria degli oppioidi.
L'avvocato Tom True era l'indiscusso protagonista di una grande battaglia contro le più importanti case farmaceutiche, accusate di aver messo in piedi un business criminale, quello degli oppioidi, che sta distruggendo la vita di milioni di americani. Quella di Tom non è soltanto una causa lavorativa, ma una vera e propria crociata legata alla tragedia della figlia Amanda, morta a causa degli oppioidi di cui era diventata dipendente. Costretto alla fuga da persone che lo vogliono morto, Tom ha fatto perdere le sue tracce e nessuno sa dove si trovi. Billy entra nello studio Margolis & True, ma non è ancora nelle condizioni psicofisiche ideali per affrontare il lavoro e abbandona la sala riunioni, deludendo Patty che si è spesa in prima persona per lui. Lo studio legale è dilaniato da una guerra intestina tra Samantha Margolis, figlia del defunto socio fondatore Sam Margolis, e Ava Wallace-Margolis, presidente del comitato esecutivo nonché moglie di Sam e quindi matrigna di Samantha. Quest'ultima, giovane avvocato ritrovatasi a raccogliere la difficile eredità paterna, entra in sintonia con Billy e ne comprende il disagio interiore. Dal canto suo, Billy inizia ad avvertire strani segnali, quali il dirimpettaio che lo osserva con un binocolo e una donna cinese che gli chiede l'ora.
Alla fine Billy accetta di occuparsi del caso. Lui e Patty sono assegnati a Rob Bettencourt, l'avvocato che stava assistendo Tom nella causa contro tre giganti della farmaceutica (Zaxs Farm, Tillinger Health e Russell Drug). Esaminando il materiale raccolto finora, Billy riscontra che Tom è scomparso dopo aver ricevuto la telefonata di un misterioso informatore, una pista evidentemente promettente che l'ha messo in pericolo. Mentre sta perlustrando l'ufficio di Tom, Billy è interrotto da un addetto alla sicurezza dello studio di nome Ken. Billy ignora che Tom è scappato in fretta e furia proprio da Ken.

## L'antidolorifico
- Titolo originale: The Pain Killer
- Diretto da: Lawrence Trilling
- Scritto da: Jennifer Ames, Steve Turner & Marisa Wegrzyn

### Trama
Passato. Durante un numero coreografico nell'intervallo della partita di pallacanestro della scuola, Amanda True esegue una capriola sbagliata e rimedia un grave infortunio. Ricoverata in ospedale, alla ragazza iniziano a essere somministrati gli oppioidi che la condurranno al suicidio.
Presente. Patty rimprovera Billy per la sua fuga, svelandogli come stiano pensando di promuoverla a socio dello studio, quindi ha assolutamente bisogno di vincere questo caso. Billy inizia a sospettare che Patty sia vittima di un inganno teso ad arrivare a lui, essendosi fatto una certa reputazione dopo il risarcimento da record che è riuscito a ottenere lavorando pro bono nel caso Blackwood. Samantha rassicura Patty sulla fiducia che nutre nei suoi confronti e verso Billy, assolutamente convinta che ci siano gli estremi per poter ottenere un maxi risarcimento dalle tre case farmaceutiche. Il primo round va a buon fine, con Billy e Patty che respingono fermamente la proposta di indennizzo pari a 10.000.000 $ avanzata dal legale della Zaxs Farm. Mentre sta rincasando dall'ufficio, Rob è colto di sorpresa da Tom, il quale si fa promettere di non riferire a nessuno che lo ha incontrato, esortandolo ad avere fiducia in Billy McBride.
Samantha si reca in un ristorante sulla spiaggia, dove stanno cenando i tre presidenti delle case farmaceutiche coinvolte nella faccenda. George Zax, il presidente della Zaxs Farm, rivela come Samantha sia in combutta con loro per avvantaggiare entrambe le parti. Infatti, Samantha deve fare in modo che il suo studio negozi un accordo al ribasso con le tre corporation (affinché non vengano danneggiate eccessivamente), impegnandosi inoltre a nascondere tutte le informazioni lesive nei loro confronti. In cambio, le tre case farmaceutiche nomineranno Margolis & True loro consulente legale. Zax ricorda a Samantha che dovrà essere lei a occuparsi di Billy. Costui, nel frattempo, viene chiamato dal vicino di casa che gli fa capire come sappia molto più di quanto sembri, mettendolo in guardia da una macchina che lo sta pedinando. Billy è riuscito a mettersi in contatto con Greg Wetsel, un ex dipendente della Tillinger Health che a soli 38 anni è stato prepensionato, con una generosissima liquidazione, perché conosce le pratiche illegali dell'azienda. Messo di fronte alla possibilità di testimoniare, Wetsel si tira indietro. Billy non sa che l'uomo è manovrato da Samantha.
Ken riferisce a Samantha che la macchina di Tom è stata trovata parcheggiata all'aeroporto, ma il suo socio non ha mai preso alcun aereo e quindi significa che si nasconde in città.

## Firmato, William Hamilton McBride
- Titolo originale: Signed, William Hamilton McBride
- Diretto da: Lawrence Trilling
- Scritto da: Jennifer Ames, Steve Turner & Marisa Wegrzyn

### Trama
Passato. Tom annuncia a Samantha che ha intenzione di contattare Wetsel per smascherare il business occulto degli oppioidi. Samantha boccia l'idea, ricordandogli l'accordo che hanno siglato con le case farmaceutiche e nessuna vendetta gli restituirà Amanda. Tom capisce che Samantha è troppo collusa con il nemico per potergli essere utile.
Presente. Durante la composizione della giuria nella causa contro la Tillinger Health, Billy dichiara di non opporsi ai giurati già selezionati e chiede di aggiungere Wetsel all'elenco dei testimoni. Questa mossa a sorpresa spiazza la Tillinger, costringendola ad accettare il patteggiamento offerto da Billy, pari a 600.000.000 $. A Margolis & True si festeggia il primo successo di Billy in tribunale, ma Ava inizia a nutrire dei sospetti nei confronti di Samantha, la quale aveva previsto con curiosa precisione la cifra che Billy avrebbe patteggiato. Di notte Billy continua a fare strani sogni, l'ultimo dei quali vede protagonista sua figlia Denise che prima guida a folle velocità lungo una strada ricca di tornanti, poi si butta dal Golden Gate Bridge.
Billy scopre che il suo vicino di casa si chiama Frank ed è il proprietario dell'intero isolato. Mentre sono seduti al bar del quartiere, Frank fa uno strano discorso sugli abitanti della zona che sarebbero tutti quanti "depressi". Ava comunica a Patty che è stata eletta socia di Margolis & True, puntualizzando che lei non l'ha votata, e invitandola ad autorizzare lo studio a stipulare per suo conto un'assicurazione sulla vita. Samantha invita Billy a cena nello stesso ristorante in cui George Zax sta cenando con sua nipote Kate, tecnico di laboratorio della Zaxs Farm. Samantha confessa a Billy di essere preoccupata perché lo studio non naviga in buone acque, avendo risentito della morte di suo padre, oltre al fatto che lei è malata di sclerosi multipla e i medici le hanno dato un’aspettativa di vita di tre anni.
Billy trova ad aspettarlo sulla porta dell’appartamento Tom. Costui gli rivela di essere entrato in possesso di una lettera da cui risulta che circa venticinque anni prima Billy, quando guidava lo studio Cooperman McBride, ha avuto un rapporto lavorativo con la Zaxs Farm. Billy asserisce di non ricordare alcunché. Dall'altra parte della strada, osservando Billy e Tom conversare, Frank alza il telefono per avvisare qualcuno.

## Portato via con la forza
- Titolo originale: Forcibly Removed
- Diretto da: Lawrence Trilling
- Scritto da: Jennifer Ames, Steve Turner & Marisa Wegrzyn

### Trama
Rob riascolta in profondo stato di shock il messaggio audio lasciatogli da Tom prima di scomparire, quando il titolare dello studio era braccato dai suoi inseguitori. Billy adombra la possibilità di abbandonare il caso, non sentendosi sufficientemente tutelato da Margolis & True. L'avvocato è impegnato a scoprire chi gli ha spedito la lettera di Cooperman McBride, indirizzando i propri sospetti verso George Zaxs. Nell'ormai abituale sogno di Hadleyville Billy vede Frank sparargli nel punto del corpo in cui ricevette il colpo di fucile da Diana Blackwood, con il vicino di casa che lo accusa di fare troppe domande.
In tribunale si dibatte sul risarcimento da comminare alla Russell Drug. Billy si dichiara insoddisfatto dell'accordo che il giorno prima Margolis & True ha raggiunto con la casa farmaceutica, per un indennizzo pari a 900.000.000 $. Desideroso di farsi licenziare, Billy confessa il suo precedente di venticinque anni prima con la Zaxs Farm, mandando su tutte le furie il giudice che gli toglie il caso, minacciando ripercussioni per la professione. Ava e Samantha comunicano a Bill che il suo contratto con Margolis & True si intende rescisso, intimandogli di liberare l'appartamento entro la fine del mese. George riunisce i familiari stretti, il figlio Dylan e la nipote Kate, esortandoli a restare uniti nella battaglia legale che dovranno affrontare. La fedeltà di Kate è tuttavia in forte bilico, dato che la ragazza è ormai in combutta con Billy. Quest'ultimo ritrova il prezioso aiuto di Brittany, tornata dall'università per sostenerlo nella stimolante sfida che sta affrontando.
Kate rivela a Billy che la Zaxs Farm falsifica i report sugli oppiacei, occultandone gli effetti negativi. Billy dice di sapere dove si trovano questi report: alla Cooperman McBride.

## Il danno è fatto
- Titolo originale: Split Milk
- Diretto da: Derek Johansen
- Scritto da: Jennifer Ames, Steve Turner & Marisa Wegrzyn

### Trama
Passato. Nella trasmissione per bambini di Miss Kathy si parla dell'importanza delle pillole approvate dalla FDA per il benessere di tutti. La presentatrice entra in crisi quando i bambini cominciano a fare domande scomode, in particolare come mai la FDA non conduce personalmente i test, appaltandoli a scienziati che possono tranquillamente falsificarli. La trasmissione viene quindi interrotta.
Presente. Billy incontra Donald Cooperman per esporgli il problema relativo alla consulenza per la Zaxs Farm fatta venticinque anni prima, quando erano soci nello studio. Donald rammenta a Billy che gli sconsigliò di accettare la Zaxs Farm come cliente, ma lui non volle ascoltarlo. Tuttavia, a sorpresa Donald annuncia che intende sostenere la battaglia contro le case farmaceutiche, auspicando che la vittoria di Billy in tribunale possa rappresentare un lascito per le future generazioni. Nel frattempo, Billy deve però fronteggiare l'udienza disciplinare a suo carico per quanto accaduto nel caso della Tillinger. Billy non si mostra affatto pentito del suo comportamento, ribadendo come la Zaxs Farm abbia falsificato i test relativi a un farmaco alternativo al trimadone, il cui scopo è attenuarne l'effetto assuefacente. Il giudice condanna Billy a un anno di sospensione dalla professione forense, con l'obbligo di sostenere nuovamente l'esame di abilitazione. Billy sogna di leggere un biglietto su cui è scritto di indagare un certo Arthur.
Patty chiude la causa con la Russell Drug per 600.000.000 $. Ava continua a mostrarsi ostile nei suoi confronti, rimproverandole di non essere andata alla seduta disciplinare contro Billy, e vuole che lasci a Samantha l'incarico di avvocato principale nella causa legale contro la Zaxs Farm. Profondamente deluso per non essere stato designato socio, Rob medita seriamente di lasciare Margolis & True. Samantha cerca di farlo desistere, anche perché portare in tribunale la Zaxs Farm era un obiettivo da lui lungamente inseguito. Samantha riceve la terribile notizia che il cadavere di Tom è stato ripescato dal fiume in quello che ha tutti i connotati del suicidio. Fuori di sé dalla rabbia, la donna distrugge il karaoke del bar che stava trasmettendo Time After Time, la stessa canzone cantata al suo matrimonio quando era una persona felice. Kate si rifiuta di alterare i risultati dei test, costringendo lo zio George a corrompere direttamente il funzionario della FDA Joe Lakhani. Estromessa dal laboratorio per volontà dello zio, Kate si presenta a casa di Billy, apprendendo che dovranno lavorare dietro le quinte, visti i suoi guai professionali.
Kate rientra in casa sua, trovandola a soqquadro. Dal salone arriva Frank che gli preannuncia che stanno per venire a cercarla.

## Rundleworks
- Titolo originale: Rundleworks
- Diretto da: Lawrence Trilling
- Scritto da: Marisa Wegrzyn & Kerri Brady Long

### Trama
Passato. La piccola Kate viene accompagnata in un istituto a trovare Frank. Non appena lo vede, la bambina inizia a chiamarlo "papà". Frank non è però dell'umore giusto e la manda via. La bambina torna sconsolata accanto al suo accompagnatore, lo zio George.
Presente. Rob fa ascoltare a Billy il messaggio audio lasciato da Tom. Incaricata di analizzarlo, Brittany identifica in sottofondo il rumore di cani che abbaiano. Dalle indagini risulta che la proprietaria dell'isolato in cui vive Billy è la ditta Rundleworks, il cui proprietario è Arthur Frank Zax. Così, facendo due più due, Billy capisce che Frank è il padre di Kate e fratello di George Zax. Kate accetta di diventare informatrice per Patty, la quale nel frattempo convince Rob a lavorare al suo fianco nel processo contro la Zaxs Farm. La situazione per George si complica quando Joe Lakhani, il funzionario corrotto della FDA, si chiama fuori dopo aver saputo dell'esistenza di un informatore. In tribunale Patty riesce a ottenere la riapertura del caso contro la Zaxs Farm, ottenendo dal giudice la revoca del precedente accordo che automaticamente comporta l'annullamento anche delle offerte formulate verso le altre case farmaceutiche. Tutto torna in discussione.
George si trova con le mani legate. Il consiglio d'amministrazione della Zaxs Farm preannuncia che, in caso di sconfitta in tribunale, chiederà le sue dimissioni quale responsabile dell'eventuale débâcle legale. D'altro canto, George ha ormai capito che è Kate l'informatore nella manica di Billy. Frank si presenta nella tenuta del fratello per annunciargli che, se succederà qualcosa a Kate, si rivolgerà a Billy per distruggerlo. A questo punto George trova l'escamotage per risolvere la situazione. Samantha baratta l'informazione sul posto in cui Billy tiene nascosta Kate con una ricompensa di 2.000.000.000 $ a favore di Margolis & True. Nel frattempo Kate, provata psicologicamente da una simulazione dell'interrogatorio che dovrà affrontare in tribunale, medita il suicidio dall'ultimo piano dell'hotel in cui Billy l'ha sistemata. Prima che la ragazza possa buttarsi, irrompe George che la convince ad affidarsi alle sue cure. Billy li raggiunge quando ormai è troppo tardi, ma non si accorge di Ken che lo spinge giù dal palazzo. L'avvocato riesce a salvarsi, attaccandosi a una balaustra. Dopodiché incontra George nel foyer di un teatro, preannunciandogli che sarà lui a vincere la battaglia.
Billy telefona a Frank per allertarlo del rapimento di Kate. Siccome il fratello George ha violato i loro patti, Frank è pronto a dare tutto il sostegno a Billy.

## Giochetti da avvocato
- Titolo originale: Lawyer Trickery Bullshit
- Diretto da: Lawrence Trilling
- Scritto da: Jennifer Ames, Steve Turner & Marisa Wegrzyn

### Trama
George fa ricoverare Kate nella stessa clinica di Frank per un T.S.O. di settantadue ore. Alla vigilia del processo Ava carica Billy, dicendogli di avere fiducia in lui e di temere invece Samantha, la cui impassibilità alla notizia della morte di Tom la convince del suo coinvolgimento nella faccenda. Patty ospita sua sorella Casey, arrivata a San Francisco dopo che il padre le ha dato buca a un incontro. Billy convince Patty a lasciar perdere Kate, in quanto possiedono un testimone decisamente migliore: Frank. L'obiettivo di Patty deve riuscire a includere i test sull'amurzin, il farmaco alternativo al trimadone, tra le prove dell'accusa. Samantha annuncia che vuole assumere il controllo del caso, quindi affiancherà Patty durante il processo per tenere d'occhio le sue mosse. In un disperato tentativo di far desistere Frank dal testimoniare contro di lui, George si dice disposto a offrirgli qualsiasi cosa. La replica di Frank è sprezzante, al punto da dare del "parassita" a George, il quale risponde colpendolo con un pugno.
Frank depone davanti alla corte. La difesa, rappresentata da Griffin Petock, ottiene l'esclusione dall'amurzin dalla testimonianza di Frank che dunque non potrà farne menzione. Frank ripercorre la storia della Zaxs Farm, che all'inizio produceva lassativi, decidendo poi di passare agli analgesici perché avrebbero garantito maggiori profitti. Frank tentò di opporsi a questa decisione, poiché aveva ben chiaro che gli oppioidi generavano assuefazione, tuttavia George riuscì a estrometterlo dall'azienda, facendolo dichiarare pazzo e intascandosi tutti i profitti. Patty chiude la testimonianza facendo affermare a Frank che la sera prima George gli ha tirato un pugno, dimostrato dall'occhio nero. La testimonianza di Frank viene però completamente ribaltata da Petock. L'avvocato della difesa ne mette in discussione la credibilità con il disturbo mentale per il quale è in cura. Inoltre, gli fa leggere il rapporto di polizia della sera in cui è stato ricoverato nella clinica psichiatrica, quando vagava completamente nudo e blaterando frasi senza senso. Petock non si ferma qui, producendo il certificato di morte che attesta il suicidio della moglie cinese di Frank e la sua rinuncia, firmata davanti a un notaio, della patria potestà di Kate, da lui volontariamente affidata a George. Tutte queste rivelazioni mandano Frank in tilt, rendendo evidente come le accuse di Petock abbiano un fondo di verità.
Billy fa ascoltare a Samantha la registrazione audio di Tom, sperando che la convinca a capire da quale parte deve stare. Christina passa a prendere Casey e offre una cena a Patty per ringraziarla dell'ospitalità data alla figlia. Brittany conduce Billy nel punto in cui Tom è stato catturato, ascoltando quegli stessi latrati che si sentivano nella registrazione, di foche anziché di cani come sembrava ascoltando il nastro. Samantha bussa alla porta di Billy, avendo capito che deve combattere contro le case farmaceutiche e al fianco di Tom, esattamente come avrebbe voluto suo padre.

## È l'ora
- Titolo originale: It's Time
- Diretto da: Lawrence Trilling
- Scritto da: Jennifer Ames, Steve Turner & Andrew Matisziw

### Trama
Passato. Denise arriva a Los Angeles per aiutare suo padre, ancora in riabilitazione dopo la sparatoria a Blackwood. Non trovandolo in casa, Denise passa al solito bar in cui lo trova seduto al tavolo da solo. Padre e figlia finiscono per discutere, con Denise che lo accusa di aver allontanato tutti dalla sua vita e di passare le giornate ad autocommiserarsi. Usciti a proseguire il litigio, il più che alticcio Billy cade a terra e Denise gli urla che da quel momento per lui è come se fosse morto.
Presente. Billy saluta Brittany, la quale si trasferisce a Chicago con il suo nuovo fidanzato Mike, ringraziandola per l'eccellente lavoro svolto. In tribunale è il giorno decisivo, con la testimonianza di George Zax. Petock fa dire al suo cliente che l'assuefazione da oppioidi è legata all'utilizzo illegale fatto da parecchi dei suoi fruitori, quindi l'azienda non può essere in alcun modo incolpata degli effetti collaterali, avendo anzi adottato tutte le misure precauzionali necessarie a dissuadere i consumatori. Samantha decide di essere lei a contro-interrogare George, bramando una vendetta che nutre da parecchio tempo. La donna gli fa dichiarare che sugli oppioidi la Zaxs Farm adottava una politica commerciale spregiudicata. I benefit erano legati al numero di prescrizioni effettuate, inoltre ai nuovi pazienti venivano offerte prescrizioni gratuite per i primi trenta giorni. È in questo modo che parecchie persone, compresa Amanda True, hanno sviluppato una forte dipendenza da oppioidi. Samantha assesta il colpo finale quando rivela che Frank risultava come inventore dell'amurzin, costringendo George a rinnovare il brevetto in scadenza per una formula che non era mai stata testata dalla FDA, bensì dalle case farmaceutiche.
Messo alle strette, Petock decide di giocarsi la mossa della disperazione: chiamare Billy al banco dei testimoni. Indicato come testimone ostile, Billy può soltanto rispondere sì o no alle domande poste da Petock. L'avvocato della difesa gongola nel mostrare le immagini di ben due incontri avuti da Billy e Samantha il giorno precedente, il che porta al serio pericolo di invalidare l'intero processo. A questo punto Samantha non ha altra soluzione che immolarsi per la causa, fingendo un malore affinché sia Patty a contro-interrogare Billy. Patty porta Billy ad affermare che Samantha ha fatto il doppio gioco per le tre case farmaceutiche, incassando tangenti per un totale di 2.000.000.000 $ che avrebbero sanato le esangui casse di Margolis & True in cambio dell'invalidazione del processo. Billy punta il dito contro George, accusandolo di aver sfruttato la malattia di Samantha per soggiogarla a proprio vantaggio, oltre all'aver lucrato sulla dipendenza di milioni di americani. Il verdetto della giuria è altisonante: la Zaxs Farm viene condannata a versare 14.000.000.000 $ di danni. Al termine del processo, Dylan Zaxs tira un pugno al padre, provando l'ebbrezza di vendicarsi a un genitore che lo ha sempre oppresso. Billy passa a Rob il filmato del sequestro di Tom, cosicché ci siano gli estremi per una causa penale.
Billy sogna di essere nuovamente ad Hadleyville e salire a bordo di una locomotiva con un biglietto di sola andata. Tra i passeggeri c'è suo padre Coach, orgoglioso dell'uomo che Billy è diventato, che lo invita a scendere perché non è ancora tempo per lui di andarsene da questo mondo. Billy lascia San Francisco e torna a Los Angeles, dove si riconcilia con Denise.